# Улица Швянто Игното
У́лица Швя́нто Игно́то (лит. Švento Ignoto gatvė) — живописная улица в Старом городе Вильнюса. Соединяет улицы Доминикону и Лейиклос. Длина улицы около 330 м. Движение одностороннее, от перекрёстка с улицей Бенедиктиню в сторону перекрёстка с улицей Доминикону. Нумерация домов начинается от перекрёстка с улицей Лейиклос; по левой северной стороне чётные номера, по правой южной — нечётные.
В начале улицы её пересекает улица Бенедиктиню, идущая приблизительно параллельно улице Лейиклос. Ближе к концу Швянто Игното от неё ответвляется улица Тоторю.
На улице Швянто Игното разворачивается действие рассказа Макса Фрая «Улица Швенто Игното (Šv. Ignoto g.). Четыре слога» из первого тома «Сказок старого Вильнюса», причём рассказчик замечает:

Я никогда не вижу своего лица, на улице Швенто Игното нет зеркальных витрин, и это, наверное, к лучшему 

## Название
Носила название Доминиканского переулка по расположенному вдоль неё в одном конце доминиканскому монастырю с костёлом Святого Духа, и улицы Святого Игнатия (ulica Św. Ignacego), Игнатьевского переулка (zaułek Św. Ignacego) по костёлу в другом конце. В советское время носила имя литовского коммунистического деятеля Казиса Гедриса (улица К. Гедрё, K. Giedrio gatvė).

## Описание

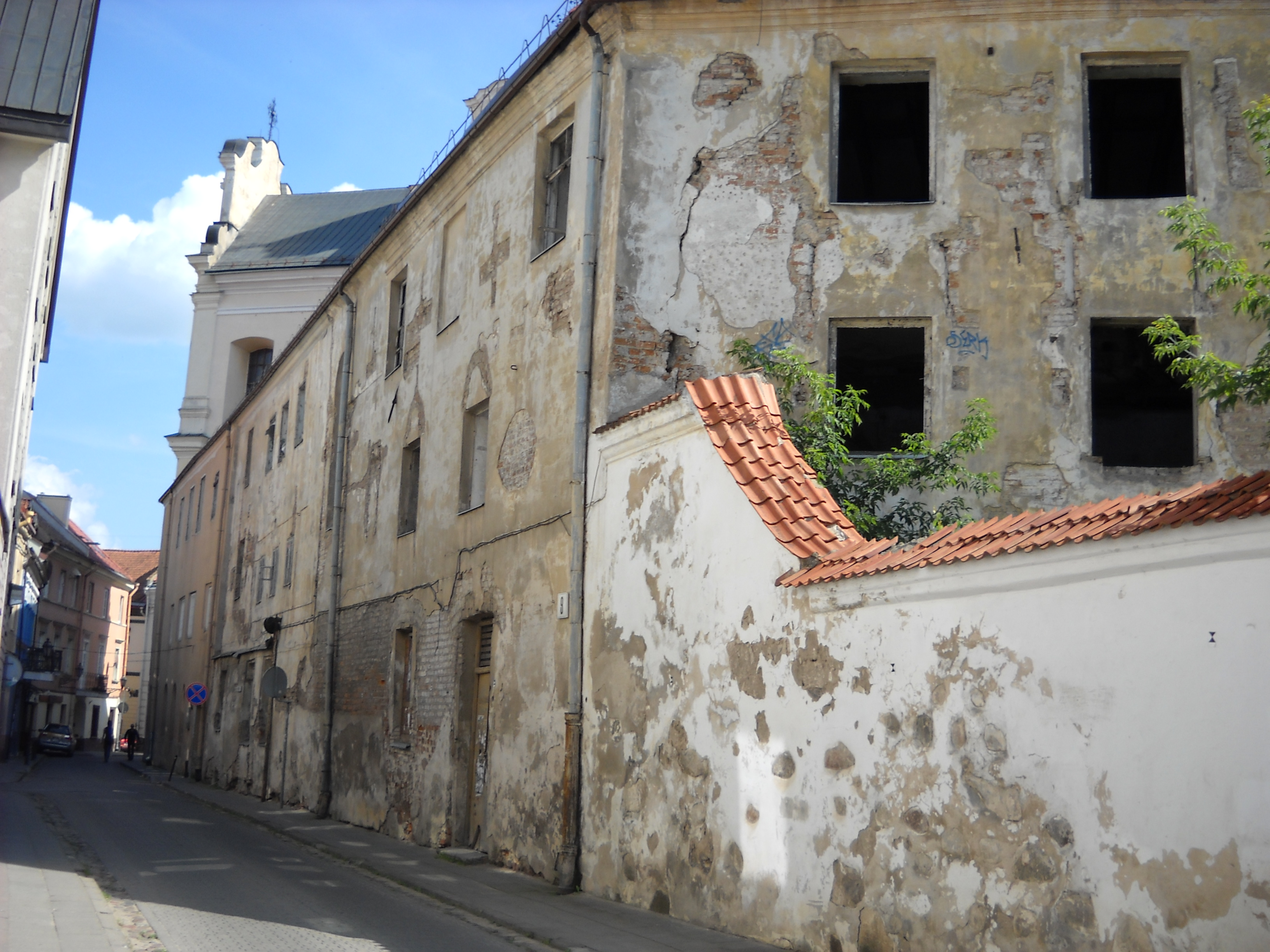
Остатки монастыря доминиканцев

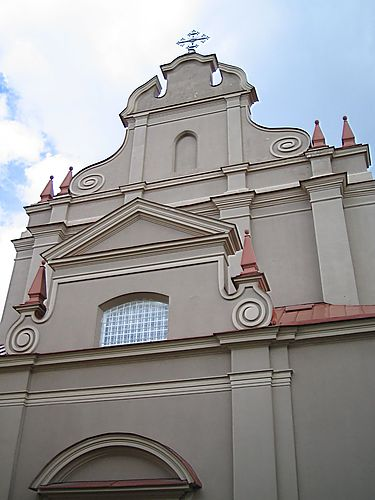
Главный фасад костёла Святого Игнатия

В угловом доме под номером 1, тремя фасадами выходящем на Лейиклос, Швянто Игното и Бенедиктиню, размещается бизнес-центр „Vilnius International House“ . В этом здании действовало высшее собрание раввинов. В августе 1903 года Теодор Герцль встречался здесь с представителями с еврейской общины Вильно. В память об этом на углу улиц Швянто Игното и Бенедиктиню 28 октября 1998 года, в связи с 95-й годовщиной пребывания Герцля в Вильнюсе, по инициативе журналиста Пранаса Моркуса была открыта мемориальная доска (скульптор Владас Канчаускас) 
В угловом здании, бывшем доме настоятеля костёла Святого Игнатия (Šv. Ignoto 4 / Beneditinių 3), в прошлом входившем в комплекс зданий костёла и иезуитского монастыря, в 1960 году был открыт ресторан «Бочю» („Bočių“), позднее «Бочю стикляй» („Bočių Stikliai“), с 2008 года — „La Boheme“ 

### Костёл Святого Игнатия
Рядом находится барочный костёл Святого Игнатия Лойолы (Šv. Ignoto g. 4) и ансамбль иезуитского новициата (Šv. Ignoto g. 6); комплекс зданий занимает площадь в 13 га между улицами Швянто Игното, Тоторю и Бенедиктиню.
Костёл построен в 1622—1647 годах иезуитами по почину виленского епископа Евстафия Воловича. После пожара 1748 года храм был перестроен в 1748—1750 годах под руководством архитектора иезуита Томаша Жебровского.
После упразднения ордена иезуитов в 1773 году монахи перебрались в Полоцк, а опустевшие здания перешли католической духовной семинарии. В 1798 году российские власти в этих зданиях устроили казармы. Костёл в 1869 году был переоборудован в офицерское собрание. В 1926—1929 годах под руководством Павла Вендзягольского был осуществлён капитальный ремонт храма (по другим сведениям, здание было заново приспособлено к религиозным нуждам по проектам Павла Вендзягольского и Юлиуша Клоса в 1925—1926 годах ), после чего он перешёл в ведение армии и стал гарнизонным костёлом. После Второй мировой войны храм в 1948 году был закрыт. В 1955 году в нём был устроен склад киностудии. С 1991 года в здании костёла действовала картинная галерея, проходили репетиции оркестра Святого Христофора.
После реставрации в 2001—2004 годах костёл стал гарнизонным — костёлом Святого Игнатия Литовской армии .

### Иезуитский новициат

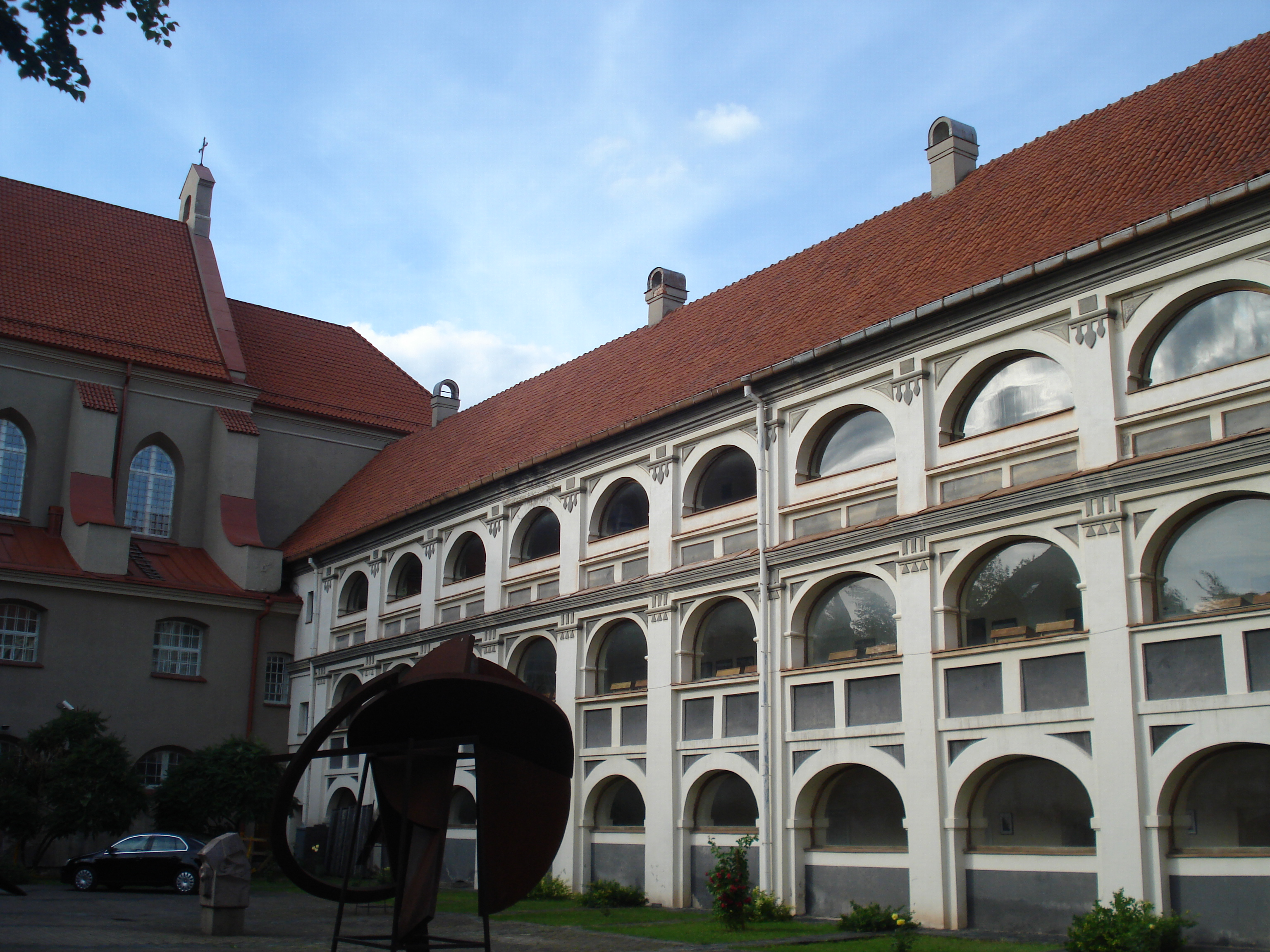
Новициат

Новициат был построен в 1602—1604 годах. Современные здания новициата датируются 1622—1633 годами. Согласно историческим источникам, при новициате была пивоварня, больница, мастерские ремесленников (к которым проявил интерес царь Пётр I, побывавший здесь в 1705 году, а также большая библиотека. Здания пострадали во время Второй мировой войны. Часть реставрирована в 1985 году по проекту архитектора Эвалдаса Пурлиса.
Самой впечатляющей частью ансамбля является главный корпус с трёхэтажными арочными галереями, напоминающими аркады Алумната . Двор отделён от улицы оборонительной стеной с бойницами и воротами. Белые плоскости арок подчёркнуты чёрной краской, выделяющей декоративные элементы.
Сейчас в этой части действует Техническая библиотека Литвы. Библиотека занимает два двора и главное здание новициата. Один двор и остальные здания относятся к министерству охраны края.

### Монастырь бенедектинок
С противоположной стороны улицы располагаются здания, в прошлом составлявшие комплекс зданий монастыря бенедектинок с костёлом Святой Екатерины (Šv. Ignoto g. 3—5), с главными воротами, ведущими в два малых двора и в большой северо-западный двор.
В зданиях располагаются жилые квартиры и различные учреждения. Во дворе по адресу Šv. Ignoto g. 5 22 сентября 2000 года была установлена мемориальная плита в память о праведниках мира монахине Марии Микульской, священнике Юозапасе Стакаускасе, учителе Владасе Жемайтисе, во время Второй мировой войны  спасавших от гибели евреев (скульптор Йонас Нарушявичюс, архитектор Витаутас Заранка) с тремя барельефами и надписью на литовском языке „Pasaulio tautų teisuoliai / sesuo Marija Mikulska 1903–1994 / kunigas Juozas Stakauskas 1900–1972 / mokytojas Vladas Žemaitis 1900–1980 / 1941–1944 m. / gelbėję nuo pražūties žydus“ 

### Дом Кесгайлы

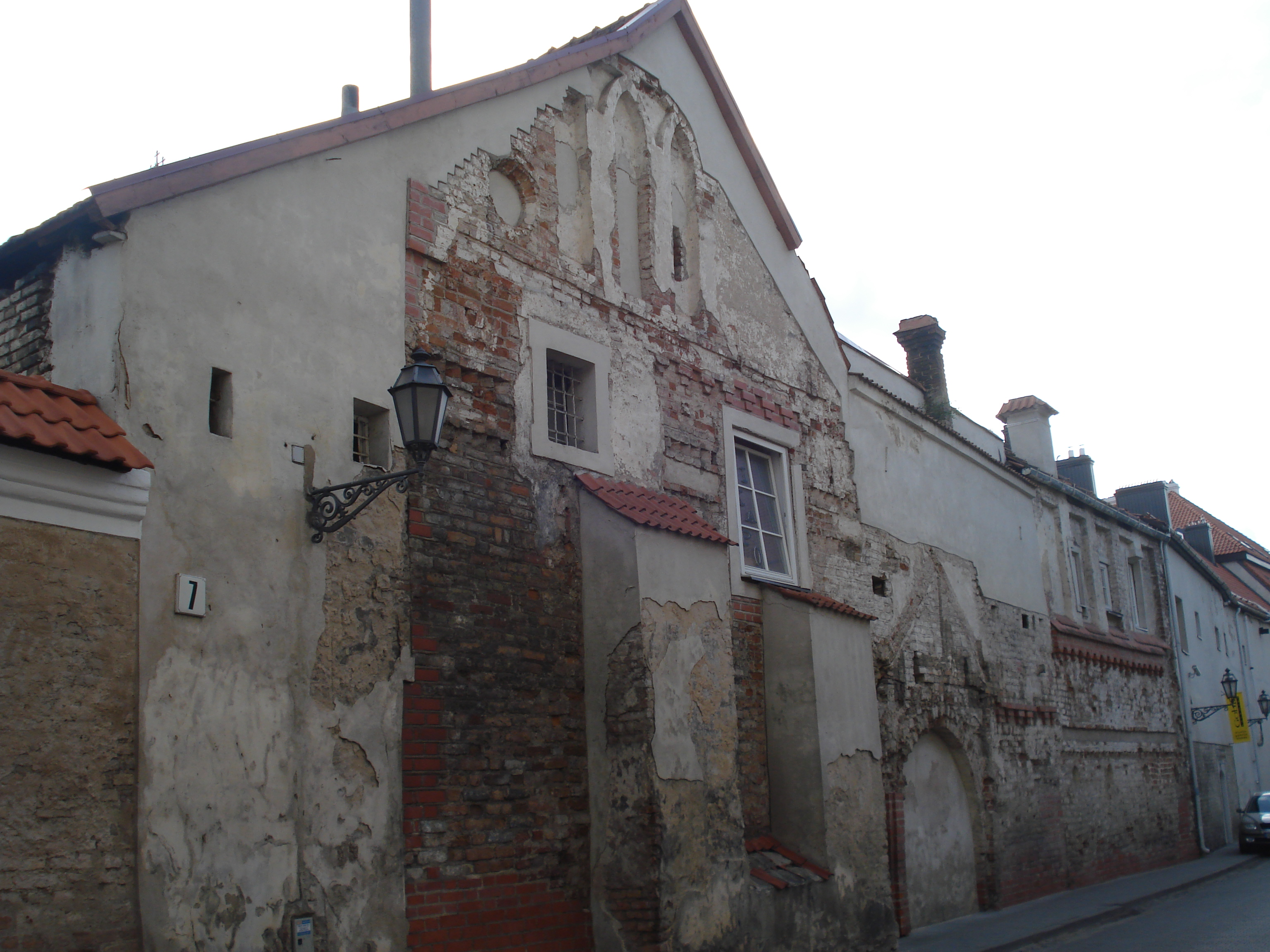
Предполагаемый дом Кесгайлы

В здание под номером 7 (Šv. Ignoto g. 7), принадлежавшем монастырю бенедектинок, как предполагается, включён бывший дом приближённого к Витовту вельможи Кезгайло (Кесгайлы). Открыт его расчищенный от штукатурки фасад готических форм, выходящий на улицу.

### Монастырь доминиканцев
В юго-восточной части улицы по правой нечётной стороне располагается монастырь доминиканцев — отделённый от улицы оградой северный боковой двор восточный корпус монастыря (Šv. Ignoto g. 11 / Dominikonų g. 6), а также восточный фасад костёла Святого Духа (Šv. Ignoto g. 11 / Dominikonų g. 8). Комплекс монастыря и костёла являются памятниками архитектуры национального значения и охраняются государством; код регистре культурных ценностей Литовской Республики 21 .
В упразднённом в 1844 году монастыре содержались в заключении руководители восстания 1863 года Кастусь Калиновский, Титус Далевский, его брат Франц Далевский, Якуб Гейштор, Иосафат Огрызко, Оскар Авейде . 24 марта 1994 года на фасаде здания монастыря, выходящего на улицу Швянто Игното, была открыта мемориальная плита в память о Кастусе Калиновском с его барельефом.

### Дом с готическими подвалами
С противоположной стороны на углу улиц Швянто Игното и Доминикону (Šv. Ignoto g. 16 / Dominikonų g. 10) стоит трёхэтажный жилой дом, часть нижнего этажа и подвалы занимает ресторан „Cozy“, часть — популярный магазин старой книги и интернет-кафе „Mint Vinetu“
Готический дом в этом месте был упомянут в привилегии 1536 года, данной королём Сигизмундом Старом, по которой здесь учреждалась женская лечебница. Под домом было три подвальных помещения, впоследствии перестраивавшихся. В 1748 и 1749 годах дом горел. В 1799 году дом перестроен в трёхэтажный и стал жилым.
В 1975—1978 годах готические подвалы реставрировались (архитектор Зита Ванагайте) и в них был открыт ресторан „Senasis rūsys“ (архитектор Эугениюс Гузас) . Готические подвалы под сформировавшимся в XVIII веке зданиям охраняются государством в качестве объекта культурного наследия национального значения.